# Блатни мангусти
Блатните мангусти (Atilax) са род мангустови, включващ един жив вид, блатна мангуста (Atilax paludinosus). Един вид изкопаеми, вероятно предшественик на блатната мангуста, също е известен от Южна Африка.
Родовото име Atilax въведено през 1826 г. от Фредерик Кювие.